# Gubernator Karoliny Południowej
Gubernator stanu Karolina Południowa (ang. Governor of the State of South Carolina) jest najwyższym przedstawicielem stanu i szefem jego władzy wykonawczej. Jest także naczelnym wodzem stanowej Gwardii Narodowej (kiedy nie jest powołana do służby federalnej, pod komendę prezydenta).
Kadencja jego trwa cztery lata. Jest wybierany zawsze w roku nie kolidującym z wyborami prezydenckimi (np. ostatnie wybory gubernatorskie odbyły się w 2010, a prezydenckie w 2008).
Zgodnie z konstytucją stanu kandydat na gubernatora musi spełniać trzy warunki:
- Wierzyć w Istotę Najwyższą (często krytykowane jako naruszenie postanowień o rozdziale kościoła od państwa oraz ograniczenie praw osób niewierzących)
- Mieć minimum 30 lat
- Być obywatelem USA i mieszkać w Karolinie Południowej od minimum 5 lat

W wypadku śmierci, usunięcia z urzędu lub rezygnacji gubernatora, jego urząd podlega sukcesji do czasu wygaśnięcia kadencji. Następne osoby w linii zostają jego następcami. Obecnie są to:
- Wicegubernator (ob. Glenn F. McConnell, republikanin)
- Przewodniczący pro tempore stanowego Senatu (ob. John E. Courson, republikanin)
- Spiker stanowej Izby Reprezentantów (ob. Bobby Harrell, republikanin)

Jeżeli żaden z nich nie może przejąć urzędu, legislatura jest władna dokonać wyboru nowego gubernatora
Obecnym, 117. gubernatorem jest republikańska polityk Henry McMaster.